# 新庄直好
新庄 直好（しんじょう なおよし）は、江戸時代の大名。常陸麻生藩の第3代藩主。2代藩主新庄直定の長男。母は日野資友の娘。正室は佐久間安政の娘。子に直常（長男）、直矩（次男）、娘（新庄直時継室）。官位は従五位下越前守。

## 生涯
慶長20年（1615年）、大坂夏の陣で父と共に徳川方として従軍し、功を挙げた。元和4年（1618年）、父の死により家督を相続し、常陸麻生藩の第3代藩主となった。3代将軍徳川家光が上洛する時は甲府城を守備している。
承応3年（1653年）に長男・直常が早世した後、62歳という高齢になってようやく次男・直矩が生まれたが、直矩が幼いうちに自身が死去した。このため、家督は従弟の直時が継ぎ、実子の直矩は成長してから家督を継ぐこととなった。

## 系譜
父母
- 新庄直定（父）
- 日野資友の娘（母）

正室
- 佐久間安政の娘

子女
- 新庄直常（長男）
- 新庄直矩（次男）
- 新庄直時継室

養子
- 新庄直時 ー 新庄直房の次男